# LACSA
LACSA 항공(스페인어: Lineas Aéreas Costarricenses SA)은 코스타리카의 항공 회사이자 라틴아메리카의 항공사로 허브 공항은 산타마리아 국제공항이 있다.

## 역사
1945년에 팬아메리칸 월드 항공, 코스타리카 정부, 코스타리카 민간 기업에 의해 설립 했으며 1946년에 최초로 취항을 했으며 1949년에 국영 항공사가 되었다. 1959년 9월에 국내선 노선을 모두 계열사인 산사 항공(영어: Sansa Airlines)에 양도 되었다. 2012년 기준으로 개인 주주들이 86.98%, 엘살바도르의 TACA 항공이 10%, ASA LACSA가 3.02%의 지분을 보유하고 있다.

## 운항 노선
- 2012년 7월 기준으로 LACSA 항공은 다음과 같은 노선을 운항하고 있다.

## 보유 기종
- 2012년 7월 기준으로 LACSA 항공은 다음과 같은 기종을 보유하고 있으며 항공기의 경우 TACA 항공편으로 운항하고 있다.[1]